# Elecciones generales de Saba de 2015
Elecciones generales tuvieron lugar en Saba el 18 de marzo de 2015. El resultado fue una victoria para el Movimiento Popular de las Islas de Barlovento, el cual ganó tres de los cinco escaños en el Consejo de la Isla.

## Resultados
| Partido                                       | Votos | %    | Escaños | +/– |
| --------------------------------------------- | ----- | ---- | ------- | --- |
| Movimiento Popular de las Islas de Barlovento | 545   | 57,2 | 3       | –1  |
| Partido Laborista de Saba                     | 407   | 42,8 | 2       | +1  |
| Votos en blanco/nulos                         | 14    | –    | –       | –   |
| Total                                         | 966   |      | 5       | 0   |
| Electores registrados/participación           |       | 91,3 | –       | –   |
| Fuente: The Daily Herald                      |       |      |         |     |